# Eduard Bornträger
Eduard Bornträger (22 de junio de 1888-9 de marzo de 1958) fue un actor alemán, cuya trayectoria cinematográfica se centró principalmente en la interpretación de papeles de reparto entre los años 1930 y 1945.

## Biografía
Su nombre completo era Eduard Janaz Franz Bornträger, y nació en Wiesbaden, Alemania. Eduard Bornträger estudió historia del arte y teatro, dedicándose pronto al drama. Obtuvo su primer compromiso teatral en 1912 en su Wiesbaden natal. Culminó su carrera teatral en Berlín, adonde llegó en 1930, pero primero pudo actuar en Szczecin, Fráncfort del Meno y Stuttgart. Además trabajó en la radio y como actor de voz, iniciándose en el cine en los años 1930. 
Mediada la década de 1930 se intensificó su trabajo para la gran pantalla, participando en varias películas alemanas notables, tales como Eine Frau ohne Bedeutung, Das Schloß in Flandern, Tanz auf dem Vulkan o Es war eine rauschende Ballnacht. En años posteriores continuó sin interrupción su carrera de actor, pero al finalizar la Segunda Guerra Mundial se frenó su trayectoria. Aun así, a partir de 1950 actuó para la productora de cine de Alemania del Este DEFA, encarnando pequeños papeles, como ocurrió en el film de Arthur Pohl Pole Poppenspäler (1954), que fue su última película.
Eduard Bornträger falleció en Berlín, Alemania, en el año 1958.

## Filmografía
- 1931 : Die Koffer des Herrn O.F.
- 1933 : Der Jäger aus Kurpfalz
- 1934 : Konjunkturritter
- 1934 : So ein Flegel
- 1934 : Alles hört auf mein Kommando
- 1935 : Petersburger Nächte. Walzer an der Newa
- 1935 : Lady Windermeres Fächer
- 1935 : Das Mädchen Johanna
- 1935 : Liselotte von der Pfalz
- 1936 : Es geht um mein Leben
- 1936 : Horch, horch, die Lerch im Ätherblau
- 1936 : Inkognito
- 1936 : Stjenka Rasin
- 1936 : Waldwinter
- 1936 : Wochenendzauber
- 1936 : Eine Frau ohne Bedeutung
- 1936 : Das Schloß in Flandern
- 1936 : Die unmögliche Frau
- 1937 : Und du mein Schatz fährst mit
- 1937 : Frauenliebe – Frauenleid
- 1937 : Man spricht über Jacqueline
- 1937 : Togger
- 1937 : Die Umwege des schönen Karl
- 1937 : Unter Ausschluß der Öffentlichkeit
- 1937 : Gewitterflug zu Claudia
- 1937 : Die Kronzeugin
- 1937 : Ein Volksfeind
- 1938 : Am seidenen Faden
- 1938 : Großalarm
- 1938 : Das Mädchen von gestern Nacht
- 1938 : Tanz auf dem Vulkan
- 1938 : Urlaub auf Ehrenwort
- 1938 : Das Verlegenheitskind
- 1938 : Zwei Frauen
- 1938 : Die Nacht der Entscheidung
- 1938 : Nordlicht
- 1938 : Pour le Mérite
- 1938 : Was tun, Sybille?
- 1939 : Es war eine rauschende Ballnacht
- 1939 : Fräulein
- 1939 : Der grüne Kaiser
- 1939 : Kitty und die Weltkonferenz
- 1939 : Kornblumenblau
- 1939 : Sommer, Sonne, Erika
- 1939 : Der Stammbaum des Dr. Pistorius
- 1939 : Die Stimme aus dem Äther
- 1939 : Der Vierte kommt nicht
- 1939 : Wir tanzen um die Welt
- 1939 : In letzter Minute
- 1940 : Falschmünzer
- 1940 : Falstaff in Wien
- 1940 : Friedrich Schiller – Triumph eines Genies
- 1940 : Liebesschule
- 1940 : Wie konntest Du, Veronika!
- 1941 : Alarm
- 1941 : Die Kellnerin Anna
- 1941 : Leichte Muse
- 1941 : Blutsbrüderschaft
- 1942 : Rembrandt
- 1942 : Stimme des Herzens
- 1942 : Diesel
- 1943 : Himmel, wir erben ein Schloß
- 1943 : Kollege kommt gleich
- 1944 : Das Hochzeitshotel
- 1944 : Ich hab’ von dir geträumt
- 1944 : Die Zaubergeige
- 1944 : Tierarzt Dr. Vlimmen (inacabada)
- 1944 : Träumerei
- 1945 : Der Mann im Sattel
- 1945 : Der Puppenspieler (inacabada)
- 1946 : Peter Voss, der Millionendieb
- 1948 : Danke, es geht mir gut
- 1952 : Karriere in Paris
- 1952 : Schatten über den Inseln
- 1954 : Pole Poppenspäler